# Restore
Il restore (recupero) in ambito informatico indica l'operazione di ripristino di uno stato di sistema, solitamente a seguito di un malfunzionamento dovuto a errore umano, installazioni software o hardware non andate a buon fine, corruzioni di sistema per interruzioni elettriche. Con tale termine si indica anche il riottenimento di dati archiviati solitamente in formato compresso.